# Linognathus gnu
Linognathus gnu – gatunek wszy należący do rodziny Linognathidae, pasożytujący na gnu brunatnym (Connochaetes gnou).  Powoduje chorobę wszawicę. 
Samiec długości 1,5 mm, samica 2,0 mm. Są silnie spłaszczona grzbietowo-brzusznie. Samica składa  jaja zwane gnidami, które są mocowane specjalnym "cementem" u nasady włosa. Rozwój osobniczy trwa po wykluciu się z jaja około 14 dni.
Pasożytuje na skórze owłosionej głównie na powłokach brzusznych, głowie, szyi i okolicach nasady ogona. W przypadku silnego opadnięcia może występować na całym ciele.